# Cmentarz wojenny w Piotrkowie (wschodni)
Cmentarz wojenny w Piotrkowie – cmentarz z okresu I wojny światowej znajdujący się w gminie Jabłonna, powiat lubelski. Cmentarz znajduje się na wschód od wsi Piotrków. Cmentarz otoczony jest wałem ziemnym, znajduje się tam 27 mogił zbiorowych, z których większość uległa zatarciu.
Pochowano tu prawdopodobnie 392 żołnierzy z okresu 29 – 30 sierpnia 1914 r. oraz z lipca 1915 r.

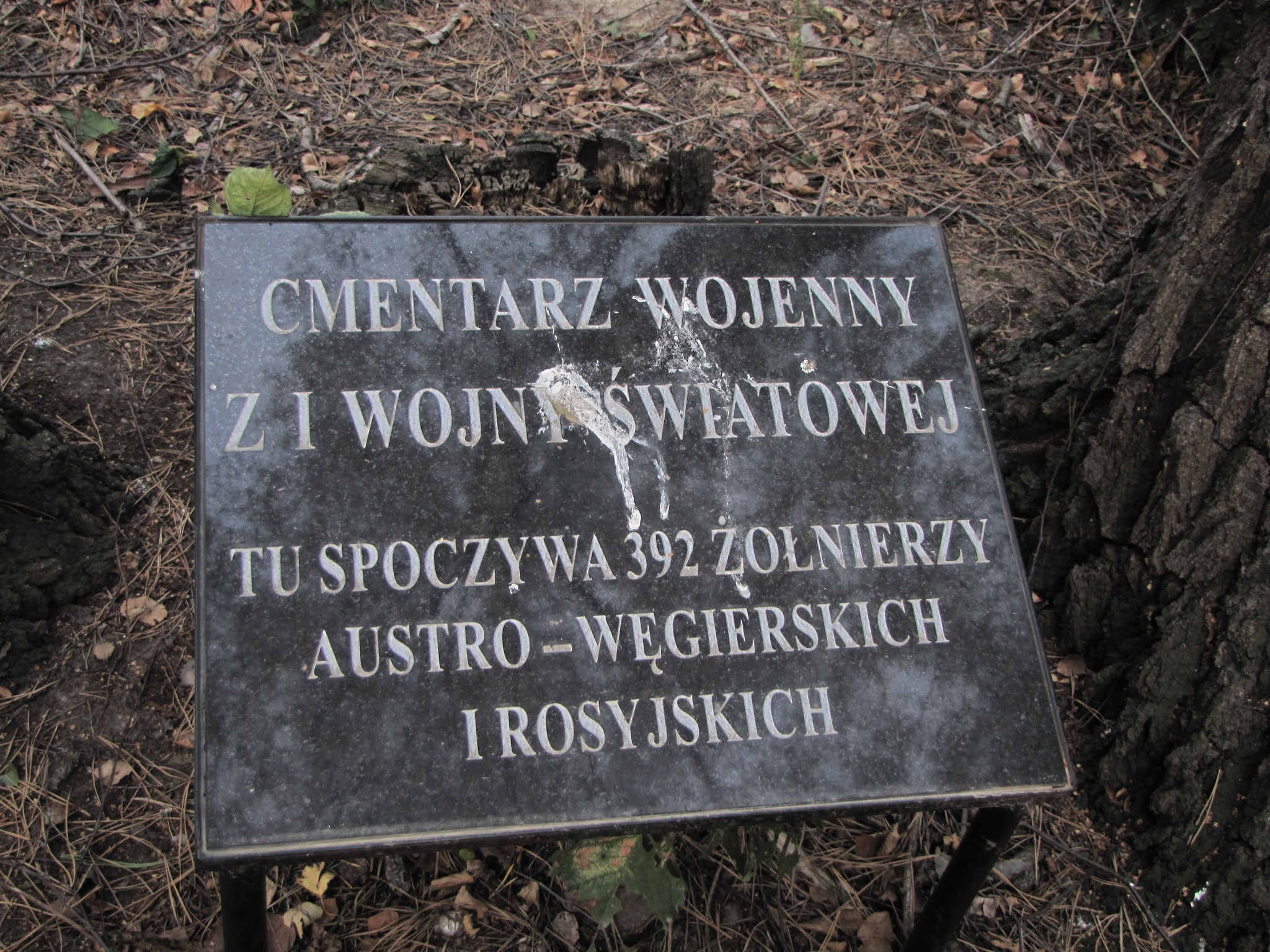

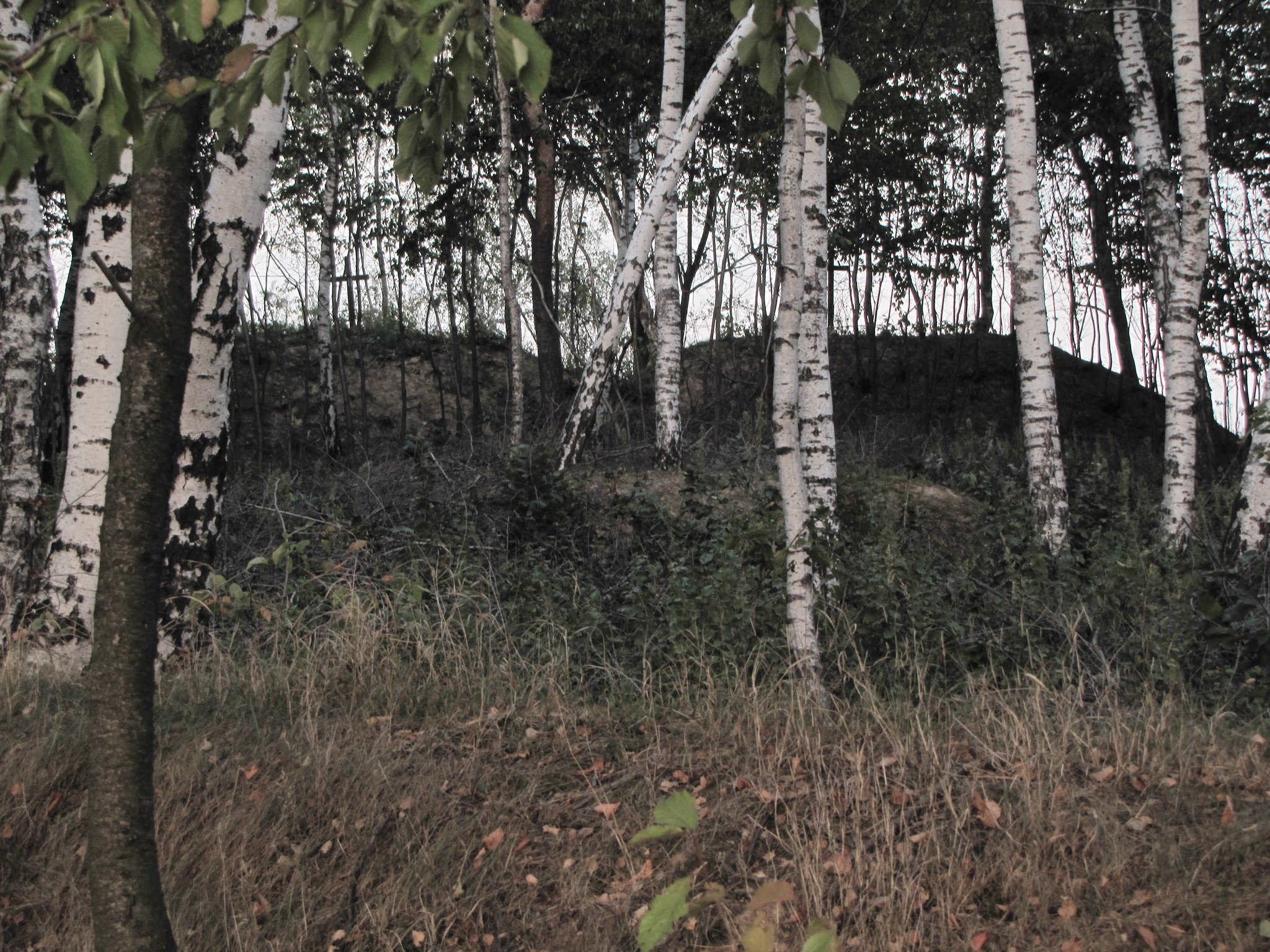
Mogiły na cmentarzu

- żołnierzy austro-węgierskich
  - (m.in. z 12 pułku piechoty)
- żołnierzy armii carskiej